# People of the Wind
Pour plus de détails, voir Fiche technique et Distribution.
People of the Wind est un film américain réalisé par Anthony Howarth, sorti en 1976.

## Synopsis
Ce documentaire retrace la migration annuelle du peuple Bakhtiari à travers les monts Zagros vers leurs quartiers d'été sur le flanc est du Zard Kuh, et en particulier celle de Jafar Gholi Khan Rostami, kalantar de la tribu Babadi, de la branche Haft Lang.

## Fiche technique
- Titre : People of the Wind
- Réalisation : Anthony Howarth
- Scénario : David Koff
- Musique : Shusha Guppy et G. T. Moore
- Photographie : Mike Dodds
- Montage : Carolyn Hicks
- Production : Anthony Howarth et David Koff
- Société de production : Elizabeth E. Rogers Productions
- Pays :  États-Unis
- Genre : Documentaire
- Durée : 110 minutes
- Dates de sortie : 
  -  États-Unis : 29 octobre 1976 (New York)

## Distinctions
Le film a été nommé à l'Oscar du meilleur film documentaire.

## Distribution
- James Mason : la voix anglaise de Jafar Qoli